# تروریسم در نیوزیلند
تروریسم در نیوزیلند (انگلیسی: Terrorism in New Zealand)؛ ناظر بر چندین حادثه تروریستی است که این کشور در تاریخ کوتاه خود تجربه کرده‌است و تهدید تروریستی در این کشور به‌طور کلی پایین است. با این حال، سرویس امنیت اطلاعات (SIS) هشدار داده‌است. این مقاله به عنوان یک لیست از اقدامات تروریستی گذشته، تلاش‌های تروریستی و دیگر موارد مرتبط با فعالیت‌های تروریستی در نیوزیلند می‌باشد.

## تعریف
تعریف مشترک تروریسم "استفاده سیستماتیک از خشونت برای ایجاد ترس در یک محیط عمومی یا یک جامعه برای رسیدن به هدف خاص سیاسی است "
بخش عمده ای از قوانین مربوط به تروریست‌ها در نیوزیلند شامل، قانون مهار تروریسم ۲۰۰۲ است. این قانون، که نیروهای ضد تروریسم را تقویت می‌کند، در پاسخ به حملات ۱۱ سپتامبر در ایالات متحده تدوین شد. قانون سرکوب تروریسم، تروریسم را در نیوزیلند یا جاهای دیگر به عنوان یک اقدام که «به منظور پیشبرد ایدئولوژیک، سیاسی یا مذهبی انجام می‌شود» تعریف می‌کند و با هدف زیر:
1. برای ایجاد ترور در یک جمعیت غیرنظامی؛ یا
2. برای وادار کردن یا فشار به دولت یا سازمانهای بین‌المللی برای اقدام یا اجتناب از کاری

و اگر یک یا چند نتیجه زیر را به دست آید:
1. مرگ یا دیگر آسیب جدی به یک یا چند نفر (به غیر از فردی که عمل را انجام می‌دهد):
2. یک خطر جدی برای سلامتی یا ایمنی یک جمعیت
3. تخریب یا صدمه جدی به دارایی‌های باارزش یا با اهمیت زیاد، یا زیان عمده اقتصادی، یا آسیب زیست‌محیطی عمده
4. تداخل جدی یا اختلال جدی در یک تأسیسات زیربنایی، که احتمال دارد زندگی انسان‌ها را به خطر بیندازد.
5. معرفی یا گسترش یک بیماری مسری، که باعث خراب کردن اقتصاد ملی یک کشور بشود.

علاوه بر موارد بالا، «در شرایطی که درگیری‌های مسلحانه رخ می‌دهد، در زمان و جایی که درگیری اتفاق می‌افتد، مطابق با قوانین بین‌المللی در جنگ محسوب می‌شود».

## سطح تهدید
سرویس اطلاعات امنیتی (SIS) در گزارش سال ۲۰۰۶ خود اعلام کرد که «خطر حمله تروریستی در نیوزیلند یا منافع آن کم است» اما همچنین هشدار داد. سرویس اطلاعاتی اعلام کرده‌است که افرادی در نیوزیلند با تروریسم بین‌المللی مرتبط هستند، گرچه حزب سبز و دیگران این ادعاها را رد کرده‌اند. یکی از مشهورترین افرادی که در زلاندنو متهم است، احمد زاوی است. در مورد دیگری، یک مرد به نام ریاض محمد عبدالله علی به اتهام رابطه با هواپیماربایی هواپیمای آمریکایی پرواز ۷۷ که در ۱۱ سپتامبر ۲۰۰۱ پنتاگون مورد اصابت قرار داد، اخراج شد.

## فهرست حوادث قابل توجه

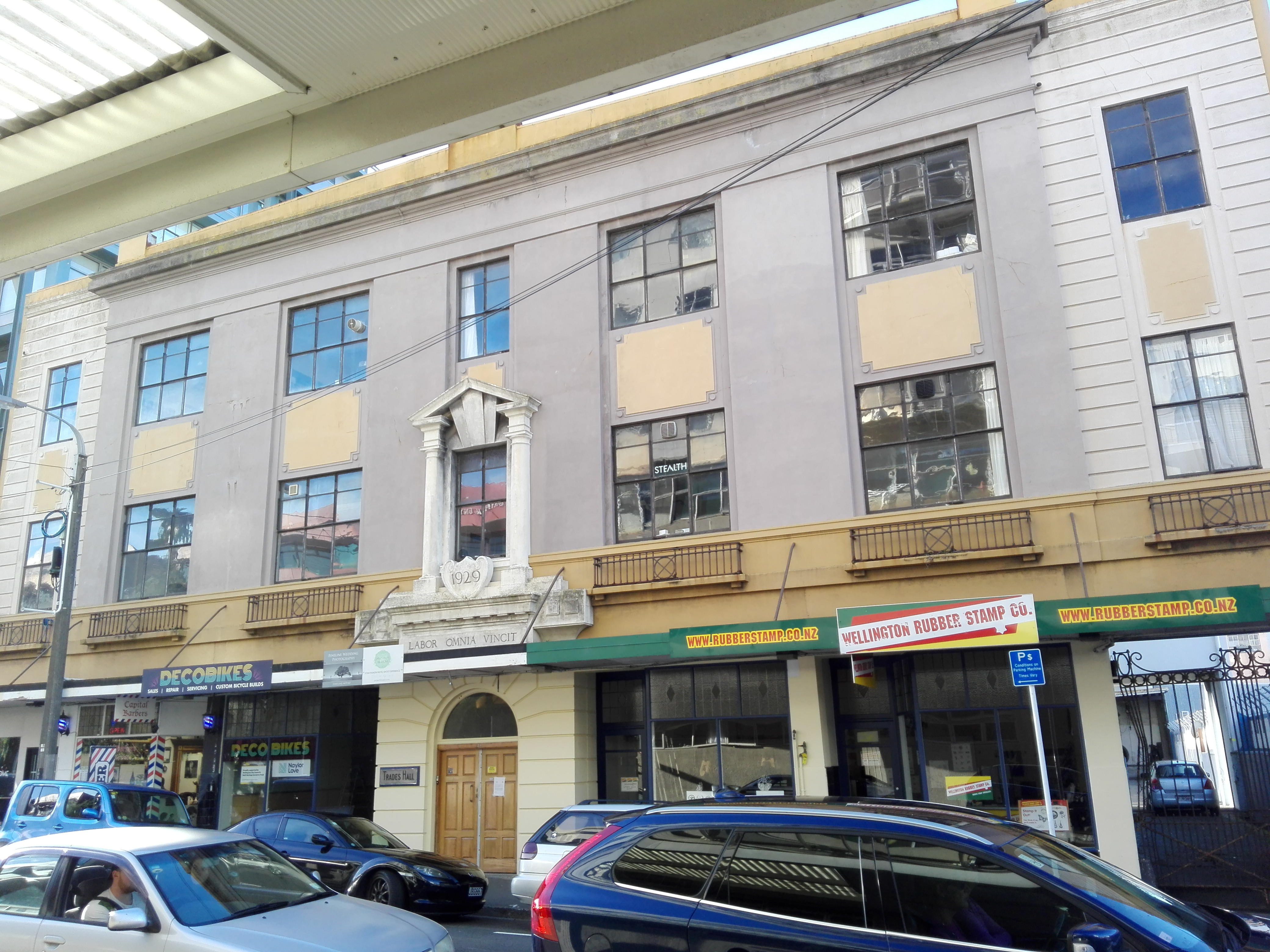
مرکز تجاری ولینگتون

اکثر حملات تروریستی در نیوزیلند یا اقدام به انجام آن، به عنوان یک نوع اعتراض، به صورت بمب‌گذاری بوده‌است.

### بمب‌گذاری پل راه‌آهن هانتلی
مقاله اصلی: Huntly rail bridge bombing
در ۳۰ آوریل ۱۹۵۱، در جریان اختلافات صنعتی، یک پل راه‌آهن در نزدیکی هانتلی، وایکیتو، منفجر شد. به راننده‌های قطار پیش از آن هشدار داده شده بود این انفجار حمل و نقل زغال سنگ را مختل کرد. نخست‌وزیر وقت، آن را «یک اقدام تروریستی» نامید. آکادمی لنز بیز می‌نویسد که ممکن است این بمب‌گذاری یک حادثه تروریستی نباشد زیرا هدف قتل و زخمی‌کردن مردم نبود و تنها هدف آن مسدود کردن منابع بوده‌است.

### تظاهرات جنگ ویتنام
همچنین نگاه کنید به: New Zealand in the Vietnam War § Protests
در سال‌های ۱۹۶۹–۱۹۷۰ چندین بمب‌گذاری و تلاش برای بمب‌گذاری پایگاه‌های نظامی و سایت‌های دیگر مربوط به نیروی دفاع نیوزیلند انجام گرفت. بمبگذاری‌ها در اعتراض به دخالت نیوزیلند در جنگ ویتنام بودند. در یک مورد، در سال ۱۹۶۹، چهار دانشجوی که علیه جنگ اعتراض می‌کردند تلاش کردند تا نماد پرچم را، در محل جشن‌های روز وایتنگی، منفجر کنند.

### بمب‌گذاری مرکز کامپیوتر وانگانوی
مقاله اصلی: Wanganui Computer Centre bombing
در ۱۸ نوامبر ۱۹۸۲، یک حمله انتحاری بمب‌گذاری شده علیه تأسیسات اصلی سیستم کامپیوتری پلیس نیوزیلند، دادگاه‌ها، وزارت حمل و نقل و سایر سازمان‌های اجرای قانون در وانگانوی صورت گرفت. مهاجم، آنارشیست به نام نیل رابرتز، تنها کسی بود که در این بمبگذاری کشته شد و سیستم کامپیوتری آسیب ندید.

### بمب‌گذاری مرکز تجاری ولینگتن
در ۲۷ مارس ۱۹۸۴، یک چمدان حاوی بمب در سالن تجاری در ولینگتون گذاشته شد. این سالن تجاری دفتر مرکزی تعدادی از اتحادیه‌های تجاری بود و اغلب تصور می‌شد که آن‌ها هدف بمب‌گذاری بودند. ارین آبوت، سرایدار ساختمان، هنگامیکه تلاش کرد چمدان را جابجا کند کشته شد، گمان می‌رود که این چمدان حاوی سه میله از ژلنژیت با سوئیچ جیوه ای بوده‌است. تا به امروز، مرتکبین شناسایی نشده‌اند. عوامل پلیس نیوزیلند که مسئول جلوگیری و تحقیق در مورد چنین جنایاتی بودند، در ساختمان در سراسر خیابان مستقر بودند.

### بمب‌گذاری جنگجو رنگین کمان
مقاله اصلی: Sinking of the Rainbow Warrior
شاید مهم‌ترین واقعه در نیوزیلند، غرق شدن کشتی صلح سبز جنگجویان رنگین کمان توسط سرویس اطلاعات خارجی فرانسه (DGSE) در سال ۱۹۸۵ بود. کشتی صلح سبز با استفاده از جنگجویان رنگین کمان به آزمایش هسته ای فرانسه در جزیره مورورا اعتراض می‌کردند که عناصر سرویس اطلاعات فرانسه با قرار دادن مین دریایی در مسیر این کشتی در اوکلند قبل از پهلو گرفتن آن را منفجر کردند که افراد کشتی توانستند کشتی را ترک کنند و تنها یک نفر بنام فرناندو پریرا در کشتی غرق شد.
فرانسه در ابتدا مسئولیت حملات را رد کرد، اما بعداً نقش خود را پذیرفت. دو نفر از عوامل فرانسوی درگیر در این حمله دستگیر، محکوم و زندانی شدند، در حالی که چندین نفر دیگر فرار کردند. چارلز هرنوی وزیر دفاع فرانسه در نهایت به دلیل این واقعه استعفا داد.

## ضد تروریسم
سازمان‌های دولتی اصلی مسئول مقابله با تهدید تروریسم، پلیس نیوزیلند هستند (مسئولیت اقدام مستقیم) و SIS (که مسئولیت ارائه اطلاعات اقدامات مورد نظر) می‌باشد. توانایی‌های مبارزه با تروریسم پلیس بعد از حملات ۱۱ سپتامبر در ایالات متحده گسترش یافته‌است و مبارزه با تروریسم نیز بخش قابل توجهی از بودجه SIS را در بر می‌گیرد. یک ناظر استدلال کرده‌است که نیوزیلند حال حاضر از یک مجموعه کامل اقدامات مقابله با تروریسم فاصله دارد.

### حملات ضد تروریستی ۲۰۰۷
مقاله اصلی: 2007 New Zealand Raids
هفده نفر در ۱۵ اکتبر ۲۰۰۷ در یک حمله هماهنگ شده توسط ستاد پلیس نظامی و گروه تاکتیکی ویژه دستگیر شدند. کسانی که دستگیر شدند شامل فعالان محیط زیست و جدایی طلبان موری بودند، از جمله یکی از فعالان بنام تام اتی، حملات شامل جاده‌هایی در ناحیه اورورا نیز می‌شد که پلیس مسلح هرکسی را که از این مسیر عبور می‌کرد را مورد بازرسی و سؤال و جواب قرار می‌دادند.
پس از بازجویی طولانی مدت، هیچ‌کدام از بازداشت شدگان به هیچ چیزی جدی تر از نقض قوانین مجوز اسلحه در قانون اسلحه محکوم نشدند. گرچه احکام بازرسی نشان می‌دهد که جرایم آن‌ها با تروریسم درگیر بوده‌اند.

### حملات تروریستی به مساجد مسلمانان مارچ 2019
چهل و نه نفر از مسلمانان ساکن نیوزیلند  طی عملیات تروریستی نژاد پرستانه توسط جاسیندا آردرن استرالیایی و دو فرد دیگر به قتل رسیده و بیش از 20 نفر نیز به شدت زخمی شدند. این حمله تروریستی به صورت زنده از طریق شبکه اجتماعی فیس بوک توسط یک دوربین برای مخاطبان پخش میشد . جاسیندا آردرن روی اسلحه های خود نام ها و عبارتهایی را نوشته که احتمالا انتقام خون آنها را میگیرد.وی در شروع از کلمه مهمانی را آغاز کنیم استفاده میکند ، به راحتی خشاب عوض میکند و به کشته شده ها و زخمی ها تیر خلاص میزند.